# Aeroflot-Flug 7841
Am 1. Februar 1985 musste eine Tupolew Tu-134 auf dem innersowjetischen Linienflug Aeroflot-Flug 7841 von Minsk nach Leningrad (heute: Sankt Petersburg) nach dem Ausfall beider Triebwerke im Gelände notlanden, wobei 58 der 80 Insassen starben. Es ist nach dem Aeroflot-Flug 8641 der zweitschwerste Flugunfall im heutigen Belarus.

## Flugzeug und Besatzung
Das Flugzeug war eine zweistrahlige Tupolew Tu-134A (Luftfahrzeugkennzeichen CCCP-65190, Werknummer 63969), die ab dem 11. Mai 1982 bis zum Unfall 685 Flugstunden und 448 Flugzyklen absolviert hatte.
Die Besatzung bestand aus Flugkapitän Wladimir Dmitrijewitsch Baljajew, dem Ersten Offizier Michail Iwanowitsch Chaustow, dem Flugingenieur Anatoli Wladimirowitsch Trofimenko, dem Navigator Wjatscheslaw Andrejewitsch Dubinin, dem Flugbegleiter Alexander Arkadjewitsch Guluta und der Flugbegleiterin Natalja Alexandrowna Bondarenko.

## Wetterbedingungen
Vor dem Start herrschten Nebel und dichte Bewölkung mit einer Wolkenuntergrenze von 160 m. Die Lufttemperatur betrug −2 °C, die Luftfeuchtigkeit 94 %. Dazu kam Wind aus südlicher Richtung (180°) mit 5 m/s (18 km/h) und Böen mit bis zu 8 m/s (ca. 29 km/h) sowie Wind aus südwestlicher Richtung (240°) mit 12 m/s (ca. 43 km/h).

## Unfallverlauf
Um 7:47 Uhr wurde das Flugzeug von seiner Parkposition zur Startbahn geschleppt, wo um 7:52 Uhr beide Triebwerke mit 40 Sekunden Abstand gestartet wurden und das Flugzeugenteisungssystem aktiviert wurde. Die Triebwerke liefen zum Aufwärmen eine Minute lang mit 77 % Schub. Die 46 t schwere Tu-134 startete um 7:59:35 Uhr auf Kurs 134° (Südosten) und hob nach der berechneten Startstrecke von 1.300 m mit einer Geschwindigkeit von 290 km/h ab.
Um 7:59:41 Uhr, 6 Sekunden nach dem Abheben, fiel auf 35 m Höhe und bei einer Geschwindigkeit von 325 km/h die Drehzahl im linken Triebwerk, gefolgt von einem Knall und einem Temperaturabfall hinter der Turbine. Die darauf folgende Roll- und Gierbewegung glich die Besatzung aus und das Flugzeug stieg weiter. Der Erste Offizier Chaustow informierte den Fluglotsen über den Triebwerksausfall und die Absicht, auf Gegenkurs zu landen. Daraufhin wurden innerhalb von 1,5 Sekunden die Funknavigation und die Landebahnbeleuchtung für eine Landung auf Kurs 314° (Nordwesten) umgestellt. Flugingenieur Trofimenko begann auf Anweisung von Kapitän Baljajew auf 220 m Höhe und bei 340 km/h Geschwindigkeit die Landeklappen einzufahren, als am Ende dieses Vorgangs um 8:00:40 Uhr zwei Alarmleuchten vor dem Ausfall des rechten Triebwerks und zu großen Vibrationen warnten. Um 8:00:42 Uhr fiel auch im rechten Triebwerk die Drehzahl, während die Tu-134 auf 240 m Höhe mit 325 km/h durch Wolken flog.
Um die Geschwindigkeit im Gleitflug halten zu können, leitete Kapitän Baljajew einen Sinkflug mit 7 m/s ein und durchbrach auf 100–120 m Höhe die Wolkendecke. Da eine Umkehr zum Flughafen nicht mehr möglich war, entschieden sich die Piloten für eine Notlandung in dem vor ihnen liegenden Wald mit bis zu 30 m hohen Bäumen. In 22 m Höhe streifte das um 5° nach rechts geneigte Flugzeug die ersten Wipfel und begann bei den folgenden Zusammenstößen zu zerbrechen, bis es um 8:01 Uhr 354 m hinter dem ersten Baumkontakt mit einer Rechtsneigung von 15–22° auf dem Boden aufschlug. Das Flugzeug rutschte noch 110 m weiter, zerbrach dabei in zwei Teile und fing Feuer. Der vordere Teil drehte sich um 90° nach rechts, der hintere um 35° zur Seite.
Das bis auf das Leitwerk komplett ausgebrannte Wrack wurde mit deutlicher Verspätung erst um 11:15 Uhr gefunden. Insgesamt starben 55 Passagiere sowie Flugingenieur Trofimenko, Navigator Dubinin und Flugbegleiterin Bondarenko.

## Untersuchung der Unfallursache
Die Untersuchung durch die staatliche Luftfahrtuntersuchungsinstitution GosNII GA ergab, dass beide Triebwerke versagten, nachdem eingesaugtes Eis jeweils die erste Kompressorscheibe beschädigt hatte, wodurch es zum Verdichterpumpen kam, die Schaufeln der dahinterliegenden Kompressorscheiben zerstört wurden und die Turbinenschaufeln in Brand gerieten. Beim Enteisungssystem wurde ein 1 mm großes Loch in der Dichtung eines Rohrs gefunden, das heiße Luft zum Triebwerkseinlass leiten sollte. Es deutete jedoch nichts darauf hin, dass dadurch das Enteisungssystem beeinträchtigt wurde.
Die Tu-134 war vom 25. Januar bis zum 1. Februar auf einer Parkfläche ohne Überdachung geparkt, wodurch sie den niedrigen Außentemperaturen und dem Niederschlag ausgesetzt war. Am 30. und 31. Januar wurden Wartungsarbeiten vorgenommen. Am Unfalltag wurden unmittelbar vor dem Start beide Tragflächen mit heißem Wasser und einer Enteisungsflüssigkeit enteist. Da am Rumpf keine Anzeichen für Eis oder Schnee vorhanden waren, wurde er nicht behandelt. Die Wetteraufzeichnungen zeigten, dass die Wetterbedingungen keine Vereisung am Boden kurz vor dem Start zuließen. Die Untersucher kamen zu dem Schluss, dass sich auf der Außenhaut des Rumpfs unmöglich genug Eis für einen Triebwerksausfall gebildet haben konnte.
Aufgrund des Zerstörungsgrades an Flugzeug und Triebwerken konnte die Untersuchungskommission laut ihrem Abschlussbericht die Ursache für die Eisbildung nicht mit Sicherheit klären. Abweichend davon beharrten Kommissionsmitglieder, die das Luftfahrtministerium und das Konstruktionsbüro vertraten, auf der Ansicht, dass eine mangelhafte Enteisung und deren unzureichende Kontrolle dazu geführt hätten, dass das Eis, das sich während der Standzeit am Boden gebildet hatte, auf den Tragflächen verblieb.

## Studie des GosNII GA
Das Staatliche Forschungsinstitut für Zivilluftfahrt (GosNII GA) veröffentlichte im Januar 1988, fast 3 Jahre nach dem Unfall, eine Studie zur Eisbildung am Boden. Aufgrund von Außentemperaturen von bis zu −20 °C (gemessen am 28. und 29. Januar) kühlte der Treibstoff in den vollen Tragflächentanks auf unter 0 °C ab. Am Unfalltag lag die Treibstofftemperatur zwischen −5 und −2 °C. Die Behandlung der kalten Flügeloberflächen mit heißem Wasser und Enteisungsflüssigkeit führte daher zur Bildung von bis zu 200 kg Klareis.
Der erhöhte Anstellwinkel beim Start erzeugte einen stärkeren Unterdruck an den Tragflächenoberseiten, so dass sich von der linken Tragfläche Eis ablöste und vom linken Triebwerk angesaugt wurde, was zum Triebwerksausfall führte. Aufgrund des Seitenwindes und des Temperaturunterschieds zwischen den Oberflächen beider Tragflächen saß das Eis auf der rechten Tragfläche fester und löste sich erst infolge der Vibrationen beim Einfahren der Landeklappen, woraufhin auch das rechte Triebwerk ausfiel.

## Ähnliche Fälle
Scandinavian-Airlines-Flug 751 am 27. Dezember 1991: Bei der ähnlich gebauten McDonnell Douglas MD-81 fielen beide Triebwerke durch Klareis ähnlicher Ursache aus, woraufhin die Piloten eine Notlandung durchführten.